# أسل مكشوف
أسل مكشوف (الاسم العلمي: Juncus exsertus) نوع نباتي يتبع جنس الأسل وينتمي إلى الفصيلة الأسلية.